# IC 4051
IC 4051 ist eine elliptische Galaxie vom Hubble-Typ E5 im Sternbild Coma Berenices am Nordsternhimmel. Sie ist schätzungsweise 394 Millionen Lichtjahre von der Milchstraße entfernt und hat einen Durchmesser von etwa 105.000 Lj. Die Galaxie gilt als Mitglied des Coma-Galaxienhaufens Abell 1656.

Im selben Himmelsareal befinden sich u. a. die Galaxien NGC 4908, IC 4040, IC 4041, IC 4042.
Die Typ-I-Supernova SN 1950A wurde hier beobachtet.
Das Objekt wurde am 12. April 1891 von Guillaume Bigourdan entdeckt.